# ピスケント
ピスケント (ラテン文字:Piskent, Pskent、ウズベク語: Piskent / Пискент、ロシア語: Пскент) はウズベキスタン・タシュケント州の都市である。州都のタシュケントからは南に約50kmの位置にある。2012年の人口は31,460人となっている。「プスケント」と表記されることもある。

## 概要
1966年に都市として設立された。 街の主な産業は織物産業と、セメントやコンクリートなどの建築資材産業である。